# Xã Sheridan, Quận Carroll, Iowa
Xã Sheridan (tiếng Anh: Sheridan Township) là một xã thuộc quận Carroll, tiểu bang Iowa, Hoa Kỳ. Năm 2010, dân số của xã này là 427 người.